# ラインムーティア (小惑星)
ラインムーティア (1111 Reinmuthia) は小惑星帯に位置する小惑星。ハイデルベルク天文台でドイツの天文学者カール・ラインムートが発見し、彼に因んで命名された。